# Шушњевци
Шушњевци (хрв. Šušnjevci) су насељено место у општини Буковље, Бродско-посавска жупанија, Хрватска.

## Историја
До територијалне реорганизације у Хрватској били су у саставу старе општине Славонски Брод.

## Становништво
У попису становништва из 2011. године, Шушњевци су имали 258 становника.
| Број становника према пописима | Број становника према пописима | Број становника према пописима | Број становника према пописима | Број становника према пописима | Број становника према пописима | Број становника према пописима | Број становника према пописима | Број становника према пописима | Број становника према пописима | Број становника према пописима | Број становника према пописима | Број становника према пописима | Број становника према пописима | Број становника према пописима | Број становника према пописима |
| ------------------------------ | ------------------------------ | ------------------------------ | ------------------------------ | ------------------------------ | ------------------------------ | ------------------------------ | ------------------------------ | ------------------------------ | ------------------------------ | ------------------------------ | ------------------------------ | ------------------------------ | ------------------------------ | ------------------------------ | ------------------------------ |
| 1857                           | 1869                           | 1880                           | 1890                           | 1900                           | 1910                           | 1921                           | 1931                           | 1948                           | 1953                           | 1961                           | 1971                           | 1981                           | 1991                           | 2001                           | 2011                           |
| 230                            | 224                            | 242                            | 340                            | 343                            | 398                            | 383                            | 391                            | 568                            | 422                            | 352                            | 311                            | 275                            | 239                            | 266                            | 258                            |

### Попис1991.
У попису становништва из 1991. године, Шушњевци су имали 239 становника, следећег националног састава:
| Попис 1991.‍  | Попис 1991.‍  | Попис 1991.‍ | Попис 1991.‍ | Попис 1991.‍ |
| ------------ | ------------ | ----------- | ----------- | ----------- |
|              |              |             |             |             |
| Хрвати       | Хрвати       |             | 116         | 48,53%      |
| Срби         | Срби         |             | 80          | 33,47%      |
| Југословени  | Југословени  |             | 40          | 16,73%      |
| неопредељени | неопредељени |             | 3           | 1,25%       |
| укупно: 239  |              |             |             |             |

### Попис1910.
| Шушњевци | Шушњевци |
| --- | --- |
| језик | вера |
| укупно: 398 Српски 180 (45,22%) Хрватски 156 (39,19%) Мађарски 53 (13,31%) Русински 7 (1,75%) Немачки 1 (0,25%) Словеначки 1 (0,25%) | <div style="border:solid transparent;position:absolute;width:100px;line-height:0;<div style="border:solid transparent;position:absolute;width:100px;line-height:0;<div style="border:solid transparent;position:absolute;width:100px;line-height:0; укупно: 398 Римокатолици 211 (53,01%) Православци 180 (45,22%) Гркокатолици 7 (1,75%) - (-%) |